# Коалиција
Коалиција је савез различитих група у друштву како би се постигао одређени циљ. Социјални радници у организацији заједнице покушавају да створе коалиције између утицајних и мање утицајних група и организација како би се решио одређени проблем. Коалиције могу бити ad hoc формиране ради постизања неког циља.